# Moračka Bistrica
Moračka Bistrica (en serbe cyrillique : Морачка Бистрица) est un village du centre du Monténégro, dans la municipalité de Kolašin.

## Démographie

### Évolution historique de la population
| 1948 | 1953 | 1961 | 1971 | 1981 | 1991 | 2003 |
| ---- | ---- | ---- | ---- | ---- | ---- | ---- |
| 77   | 57   | 49   | 46   | 127  | 31   | 24   |